# Aponetius
Genre
Aponetius est un genre d'araignées aranéomorphes de la famille des Gnaphosidae.

## Distribution
Les espèces de ce genre sont endémiques de l'archipel Nansei au Japon.

## Liste des espèces
Selon World Spider Catalog (version 21.5, 02/11/2020) :
- Aponetius flexuosus (Kamura, 1999)
- Aponetius gladius (Kamura, 1999)
- Aponetius ogatai Kamura, 2020
- Aponetius ryukyuensis (Kamura, 1999)
- Aponetius watarii Kamura, 2020

## Publication originale
- Kamura, 2020 : « A new genus of the subfamily Zelotinae (Araneae: Gnaphosidae), with descriptions of two new species from Amami-Ōshima Island, southwest Japan. » Acta Arachnologica, Tokyo, vol. 69, no 1, p. 1-9 (texte intégral).